# توموكي وادا
توموكي وادا (باليابانية: 和田 倫季) (30 أكتوبر 1994 في كوبه في اليابان – )؛ هو لاعب كرة قدم ياباني سابق كان يلعب كلاعب وسط.

## وصلات خارجية
- توموكي وادا على موقع رابطة كرة القدم اليابانية للمحترفين (اليابانية)
- توموكي وادا على موقع دوري كوريا الجنوبية (الإنجليزية)
- توموكي وادا على موقع قاعدة بيانات كرة القدم.إي يو (الإنجليزية)
- توموكي وادا على موقع Soccerway.com (الإنجليزية)
- توموكي وادا على موقع عالم كرة القدم.نت (الإنجليزية)